# Gérardine Herbos

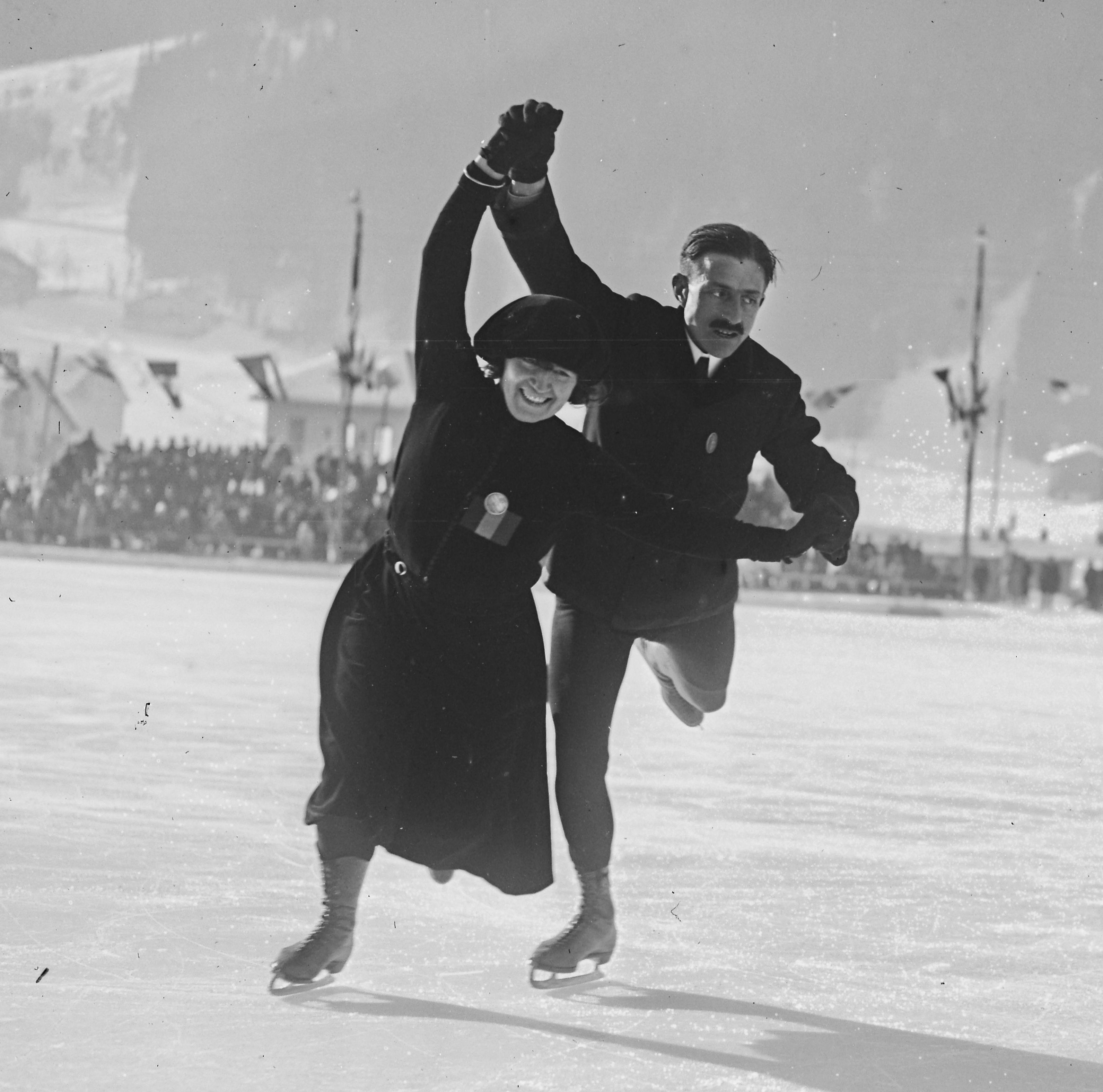
Georges Wagemans och Gérardine Herbos på OS 1924.

Félicie Gérardine Herbos, född Warnotte 7 oktober 1883 i Bryssel, var en belgisk konståkare. Hon deltog i olympiska spelen i Antwerpen 1920 (sjätte plats) och Chamonix 1924 (femte plats) i paråkning tillsammans med Georges Wagemans.